# Adolph Xaver Paur
Adolph Xaver Paur, auch: Adolf Xaver Paur (* 29. September 1802 in München; † 29. Januar 1871 in Augsburg) war ein deutscher Politiker und Jurist.

## Leben
Der aus einer Beamtenfamilie stammende Paur studierte von 1821 bis 1824 Rechtswissenschaften an der Universität Würzburg und der Universität Heidelberg. Sein Studium schloss er mit einer Promotion ab. 1821 wurde er Mitglied der Burschenschaft Alte Germania Würzburg. 1830 machte er sich als Advokat und Notar in Augsburg selbstständig.
Im Zuge der Märzrevolution nahm Paur am Frankfurter Vorparlament teil und wurde anschließend Delegierter im Fünfzigerausschuss. Vom 18. Mai 1848 bis zum 30. Mai 1849 vertrat er den 1. schwäbischen Wahlkreis (Augsburg) in der Frankfurter Nationalversammlung. Dort zählte er zuerst zur Fraktion Württemberger Hof und später zum Augsburger Hof. Paur war Mitglied in mehreren Ausschüssen des Paulskirchenparlaments, im November und Dezember 1848 wurde er als Reichskommissar von der Nationalversammlung nach Wien entsandt, um zusammen mit Joseph Pözl die Umstände der Hinrichtung Robert Blums zu untersuchen.
Von 1850 bis 1862 gehörte Paur dann der Abgeordnetenkammer der Bayerischen Ständeversammlung an, wo er in zwei Perioden auch als zweiter Präsident fungierte. Von 1857 bis 1866 war er Gemeindebevollmächtigter in Augsburg.